# Sierpc (stacja kolejowa)
Sierpc – stacja kolejowa w Sierpcu, w województwie mazowieckim, w Polsce.

## Ruch pasażerski
| Rok  | Wymiana pasażerska na dobę |
| ---- | -------------------------- |
| 2017 | 300-499                    |
| 2022 | 500-699                    |

Stacja ma 3 perony i leży na skrzyżowaniu linii kolejowych nr 27 Toruń Wschodni – Nasielsk i nr 33 Kutno – Brodnica.

## Historia
Historia kolei w Sierpcu sięga 1916 roku, kiedy niemiecka armia wybudowała wąskotorową linię kolejową Lubicz – Nasielsk. Stacja kolejki znajdowała się w okolicach dzisiejszego Cmentarza Parafialnego przy ulicy Kościuszki.
Odcinek Sierpc – Nasielsk przebudowano na linię normalnotorową i oddano do prowizorycznego użytku w czerwcu 1924 roku, a oficjalne otwarcie nastąpiło 19 października 1925 roku. Również w roku 1924 oddano do użytku budynek dworca. Taka też data widnieje na portalu dworca od strony peronów. W pobliżu zbudowano wieżę ciśnień według znormalizowanego projektu z lat 20. XX wieku, budynki magazynu towarowego, wagę i kolonię domków kolejarskich. Brak danych o istnieniu w tym czasie w Sierpcu parowozowni. Nad Skrwą w Mieszczku umieszczono punkt ujęcia wody dla stacji, połączony około 2-kilometrowym rurociągiem z wieżą ciśnień.
W latach 30. XX wieku wybudowano trzy nastawnie w stylu modernistycznym, dokonano niewielkiej korekty układu torowego stacji oraz wybudowano niewielką parowozownię w miejscu istniejącej. W roku 1934 otwarto linię Sierpc – Płock, w 1936 roku Sierpc – Toruń i roku później Sierpc – Brodnica. W roku 1937, po przeprowadzeniu przez Sierpc nowych linii kolejowych, miasto stało się ważnym węzłem kolejowym co znacznie przyczyniło się do jego rozwoju. W roku 1910 Sierpc liczył około 8 tysięcy mieszkańców, w 1921 8 466, a w 1939 roku 10 900. Budynki na nowych liniach były skromniejsze – bez elementów tzw. pruskiego muru i nieotynkowanych ceglanych elewacji.
28 marca 1939 roku na stacji wyładowano Nowogródzką Brygadę Kawalerii, która następnie przeszła w rejon Gójska, a potem Lidzbarka. 3 września tego samego roku stacja została zbombardowana i uszkodzona przez niemieckie lotnictwo. 4 września 1939 roku brygada ponownie znalazła się w rejonie stacji. Świadek (płk Ludwik Schweizer, dowódca 26. Pułku Ułanów Wielkopolskich) wspominał: Na stacji Sierpc widać było ślady ataków powietrznych. Rozbite pociągi i dymiące magazyny.
W czasie wojny stacja była intensywnie wykorzystywana przez okupanta. Zarazem była pod stałą obserwacją Armii Krajowej. Rozbudowano parowozownię, a obok istniejących obiektów wybudowano tymczasową, prowizoryczną halę, która miała służyć do czasu wzniesienia nowej. Koniec wojny przerwał prace, a budynki uległy zniszczeniu. Jednak zachowane niemieckie plany wykorzystano do kontynuacji prac.
Z okresem powojennym w historii stacji związana jest postać Wiktora Stryjewskiego, który służył w tutejszej Służbie Ochrony Kolei. W latach 50. XX w. (prawdopodobnie w 1954 r.) zakończono budować nową halę parowozowni. Był to ceglany, czterostanowiskowy obiekt na planie prostokąta z wjazdem od jednej strony (parowozownia czołowa) o architekturze typowej dla kolei niemieckich lat 30. i 40. Przez kolejne 30 lat dokonywano niewielkich inwestycji. Pod koniec lat 70. wybudowano stanowisko do tankowania lokomotyw spalinowych na zakończeniu tzw. „trójkąta torowego”, przy ul. Żeromskiego.
Linie wychodzące z Sierpca, w tym odcinek Nasielsk – Sierpc, obsługiwała zazwyczaj lokomotywownia sierpecka. Pociągi w kierunku Torunia i Brodnicy odjeżdżały z peronu 2, a w kierunku Nasielska i Kutna, a potem, po elektryfikacji odcinka Kutno – Płock, do Płocka – z peronu 3. Peron pierwszy był rezerwowy i czasem używano go do odprawiania pociągów rozpoczynających tutaj bieg. Żaden z peronów nie był wyposażony w zadaszenia; znajdowały się na nich jedynie ławki i latarnie. Przejścia przez tory na perony zabezpieczane były rogatkami obsługiwanymi przez pracownika, którego maleńki budyneczek mieścił się na skraju 1 peronu.
W ruchu dominowały parowozy Ty2 i Tr203 (ten można było często spotkać na manewrach w obrębie stacji) oraz kilka sztuk Ok1, zastąpionych na początku lat 70. przez lokomotywy serii Ol49. Oprócz tego pojawiły się TKt48 z Nasielska oraz Pt47 z Iłowa, prowadzące dalekobieżne pociągi z Warszawy przez Sierpc do Kołobrzegu. Pociągi z/do Torunia obsługiwane były czasem wagonem motorowym SN61, często z doczepionym zwykłym wagonem. Pod koniec lat 80. ruch powoli był przejmowany przez trakcję spalinową.
Obok istniejącej parowozowni wybudowano niewielką, dwustanowiskową halę postojowo-naprawczą dla lokomotyw spalinowych. Oprócz tego w roku 1990 dokonano modernizacji parowozowni – wyburzono ścianę czołową starej hali i wydłużono o kilka metrów stanowiska oraz dokonano remontu i adaptacji wnętrza do obsługi spalinowozów. Nowa elewacja była podobna do poprzedniej, nieco jednak uproszczona i otynkowana.

## Budynek dworca
W 1924 roku oddano do użytku okazały budynek dworca. Budynek reprezentuje tzw. styl dworkowy (zwanym również narodowym), stworzonym w oparciu o klasycyzm i nawiązującym do architektury baroku, a niekiedy renesansu, a także do architektury ziemiańskich dworków. Masywna bryła, strome dachy, mocno wyeksponowane gzymsy i bogate elewacje miały kojarzyć się z lokalnym renesansem i barokiem. Powierzchnia użytkowa dworca to 639,16 m²
Parterowy dworzec zbudowano na rzucie wydłużonego prostokąta, ze skrajnym ryzalitem od zachodu i niewielką przybudówką. Zachodnia część piętrowa z częściowo użytkowym poddaszem. Główna bryła budynku przekryta została wysokim dachem dwuspadowym. Ryzalit przekryto również dachem dwuspadowym, ale położonym poprzecznie do osi budynku. Szczyty ryzalitu (północny i południowy) zwieńczone zostały neobarokowymi spływami wolutowymi i zamknięte przełamanymi naczółkami segmentowymi z kulą pośrodku. W części wschodniej – od południa i północy umieszczono bogato zdobione portale wejściowe, flankowane jońskimi półkolumnami podtrzymującymi belkowanie z prostą attyką i wieńczącą kulą. Obecnie brakuje kul na obu fasadach.
Dostępna dla podróżnych część budynku dworcowego składała się z pasażu przechodzącego przez całą budowlę. Okazały korytarz z obu stron zamknięty był dwuskrzydłowymi drzwiami. Przy drzwiach od strony ulicy wisiał jeden z niewielu w Sierpcu międzystrefowy automat telefoniczny typu AWS-7. Po prawej stronie (patrząc od strony ulicy) znajdowała się poczekalnia z dużym ściennym rozkładem jazdy (godziny odjazdów i przyjazdów), ławkami oraz kasą biletową i przechowalnią bagażu. Następnym pomieszczeniem za poczekalnią był bufet. Przy wyjściu na perony w gablocie na ścianie wisiały tabelowe rozkłady jazdy. Na początku lat 80. ub. wieku nastąpiła niewielka przebudowa – kasę biletową przeniesiono na lewą stronę pasażu i zwiększono ilość okienek do obsługi podróżnych, co rozwiązało problem kolejek – do tego czasu okienko było jedno i tworzyły się przed nim bardzo długie kolejki, gdyż rozkład jazdy był tak ułożony, że bardzo często spotykały się tu cztery pociągi. Wtedy też wykonano wyjście do miasta omijające dworzec od strony wschodniej.
Podobne budynki dworców znajdują się w Płońsku, Modlinie, a mniejszy w Raciążu. 
Projektantem budynku był prawdopodobnie architekt Jan Jaroszyński, choć inne źródła wskazują na autorstwo Romualda Millera(kierującego ówcześnie wydziałem budownictwa) lub Eugeniusza Szrettera. Bardzo wysokie podobieństwo do tutejszego dworca cechuje również neorenesansowy dworzec w Kole i poprzedni, nieistniejący już budynek dworca w Koninie. W tym samym czasie na innych liniach kolejowych w Polsce według tego samego, lecz okrojonego o jedno skrzydło projektu (w porównaniu do obu wyżej wskazanych dworców) powstały mniejsze dworce w Gostyninie, Łęczycy, Ozorkowie i Sierpcu. W pierwszej połowie lat 20. wykonano projekt typowy dla stacji średniej wielkości w dwóch wariantach – podstawowym i rozszerzonym. Wariant podstawowy przewidywał dwie poczekalnie (I i II oraz III klasy), kasę z pomieszczeniem bagażowym oraz pomieszczenia dla zawiadowcy i dyżurnego ruchu. W wariancie rozszerzonym wprowadzono dodatkowo hall, bufet z zapleczem kuchennym oraz punkt pocztowy. Od strony torów zaplanowano wysunięte poza obrys budynku pomieszczenie z dużymi oknami dla dyżurnego ruchu, gdzie znajdowały się urządzenia do sterowania ruchem kolejowym. Na wyższych kondygnacjach przewidziano mieszkania służbowe dla urzędników kolejowych. W wariancie rozszerzonym uwzględniono ponadto możliwość wyprowadzenia z holu schodów do piwnicy i połączenie w ten sposób dworca z ewentualnym tunelem pod torami, a w efekcie bezkolizyjne przejście na dalsze perony.
Budynek wpisany do rejestru zabytków, decyzją z dnia 5 października 1999 r. pod nr 181.

## Wypadek kolejowy z 1 maja 1972 r.
1 maja 1972 r. na stacji parowóz Ty2-1191 zderzył się z 3 wagonami osobowymi.

## Stacja Sierpc w kulturze
Na stacji Sierpc kręcono sceny do filmu Generał Nil w reżyserii Ryszarda Bugajskiego, a Sierpc udawał Białą Podlaską. Oprócz tego stację wykorzystywali twórcy filmu Historia Roja, czyli w ziemi lepiej słychać. Ponadto na stacji na początku 2011 r. kręcono sceny do filmu Syberiada polska.

## „Legenda” sierpeckiego węzła kolejowego
Sierpc stał się dla wielu miłośników kolei miejscem kultowym. W 1991 roku jeździły w Sierpcu jeszcze 3 parowozy Do końca 1988 roku Sierpc był prawdziwą enklawą parowozową, bowiem stacja nie posiadała na stanie ani jednej lokomotywy spalinowej i ruch we wszystkich 4 kierunkach praktycznie w 99% opierał się na parowozach. Była to jedyna taka stacja na Mazowszu. Pierwsze dwie lokomotywy spalinowe serii SP45 pojawiły się w Sierpcu w 1989 r., eliminując po 2 latach trakcję parową.

## Współczesność stacji
W połowie lat 80. narzekano już w prasie na stan dworca. Od 1990 r. następuje powolny upadek stacji, połączony z dewastacją dworca (od roku 2003 zamkniętego dla podróżnych) i jego otoczenia. Budynki są w opłakanym stanie. Większość zrujnowana. Zachowały się: dworzec (zamknięty, powybijane okna, brak kas), wieża ciśnień (wejście zamurowane, okna powybijane, brak dachu), budynki dodatkowe (w fatalnym stanie), semafory (kształtowe). Parowozownia została wyburzona w marcu 2015 r. Kolejne obiekty kolejowe (magazyn i noclegownia) decyzją PKP zostały przeznaczone do rozbiórki. W 2017 r. PKP PLK S.A. umieściła na peronie 2 wiatę, a na peronie 1 ławki.
Od 1990 r. zmniejszała się liczba pociągów na wszystkich liniach węzła sierpeckiego. W 2000 r. zamknięto dla ruchu pasażerskiego linię do Brodnicy. W latach 1996–2007 zawieszone były połączenia do Płocka, a w latach 2004–2006 do Nasielska. Petycja o wznowienie ruchu pomiędzy Sierpcem i Brodnicą i lepsze dostosowanie ruchu pomiędzy Sierpcem i Toruniem do potrzeb podróżnych spotkała się z odmową samorządu województwa kujawsko – pomorskiego.
18 marca 2020 zawieszono kursowanie pociągów w kierunku Torunia.
W październiku 2020 r. PKP SA wystawiła budynek dworca na sprzedaż za kwotę 140 tys. PLN. Jako powód podano brak ekonomicznego uzasadnienia dla dalszego utrzymywania budynku.
31 stycznia 2022 przywrócono połączenie Toruń – Sierpc.
Pod koniec roku 2022 budynek dworca – wobec braku oferentów na zakup – został nieodpłatnie przekazany miejscowemu samorządowi, który zapowiedział rewitalizację obiektu. Prace budowlane rozpoczęły się 1 maja 2023 i planowane są na 17 miesięcy.
4 maja 2025 o godz. 13 odbyło się oficjalne oddanie do użytkowania budynku dworca po remoncie. Na parterze dworca znajdują się pomieszczenia do obsługi pasażerów oraz Pracownia Dokumentacji Dziejów Miasta Sierpca. Planowane jest przeniesienie miejskiego Urząd Stanu Cywilnego.

## Galeria

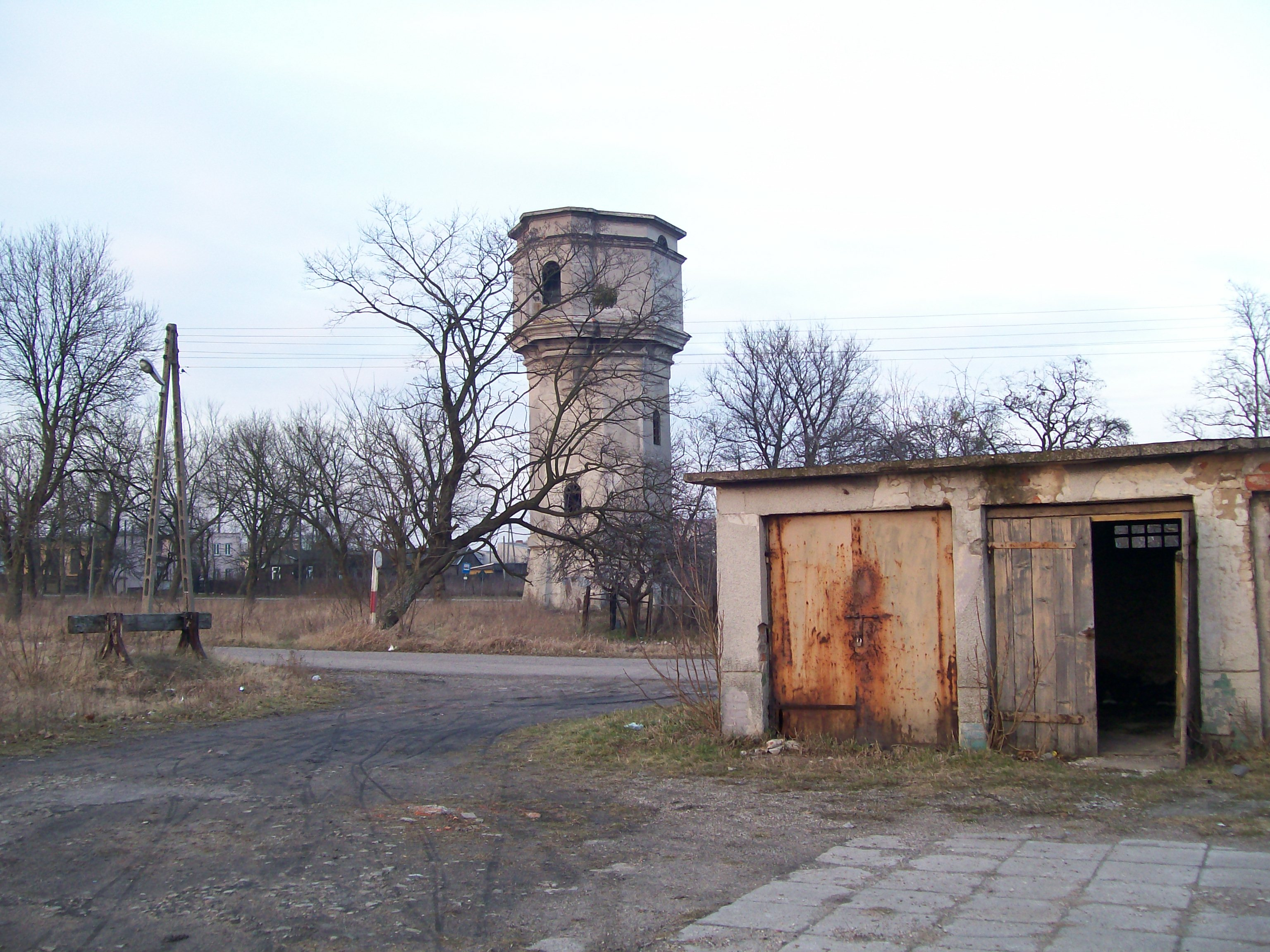
Wieża ciśnień i budynki gospodarcze (nieistniejące)
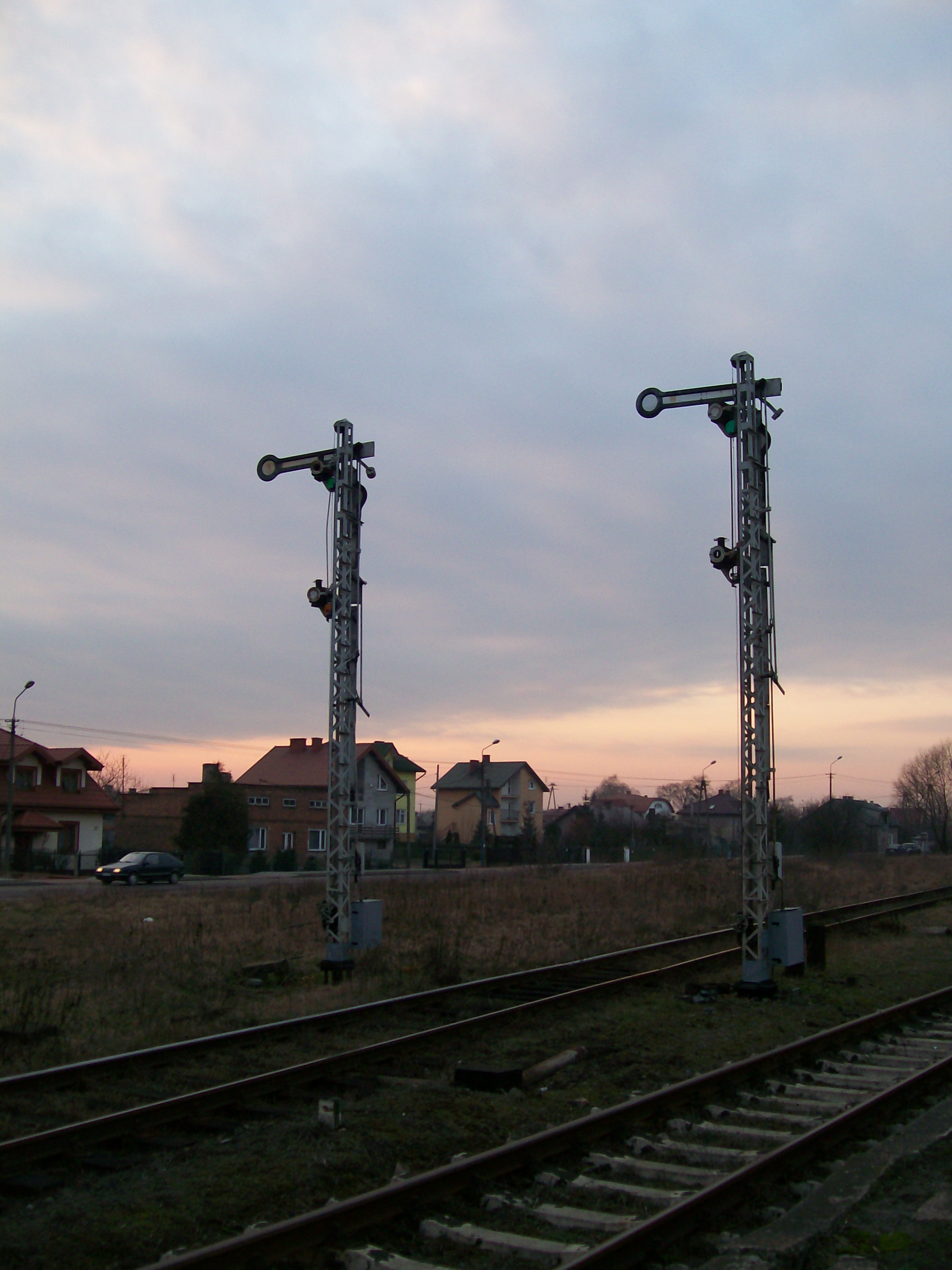
Semafory kształtowe na stacji
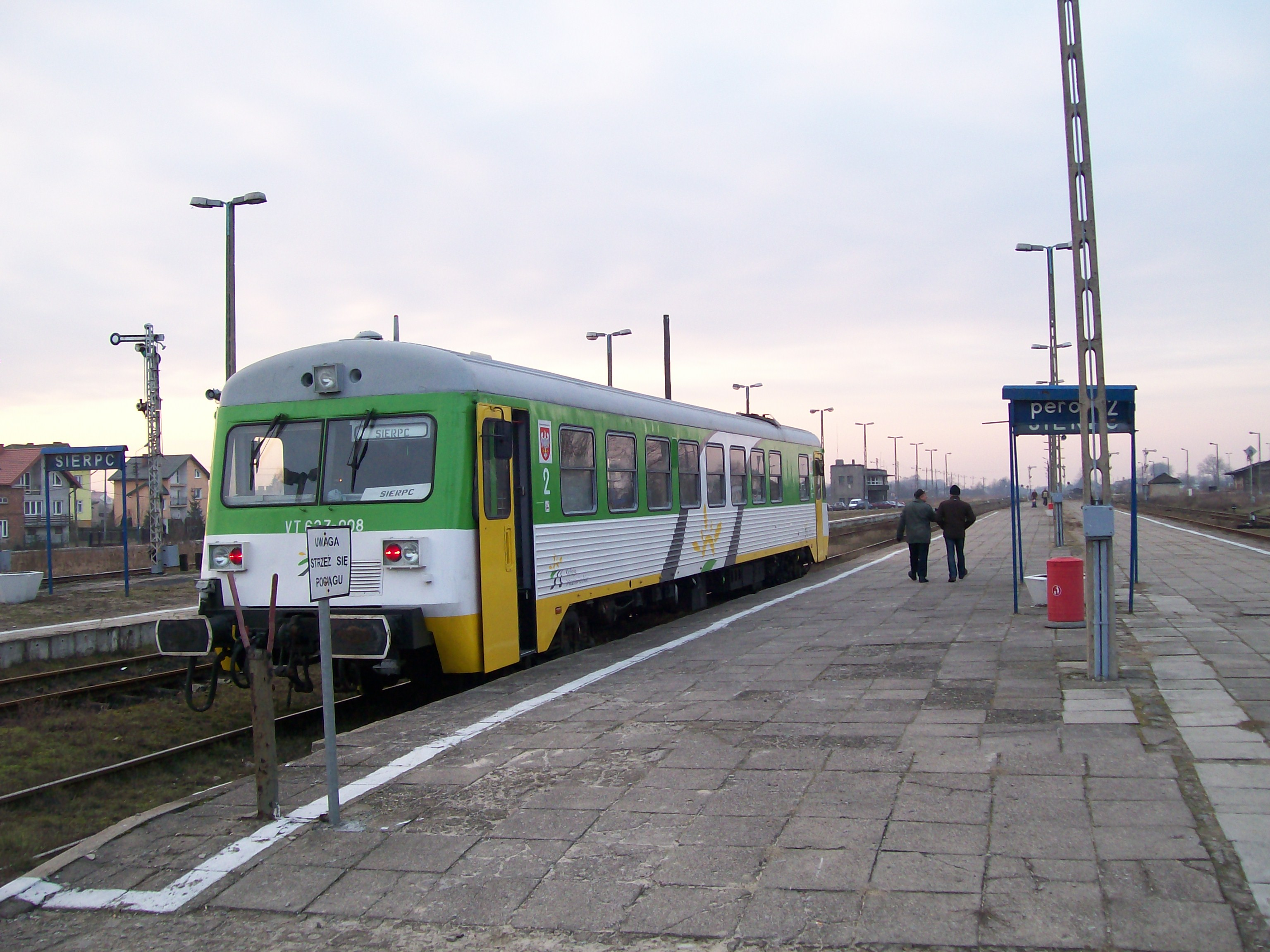
Autobus szynowy VT627-008 relacji Nasielsk – Sierpc
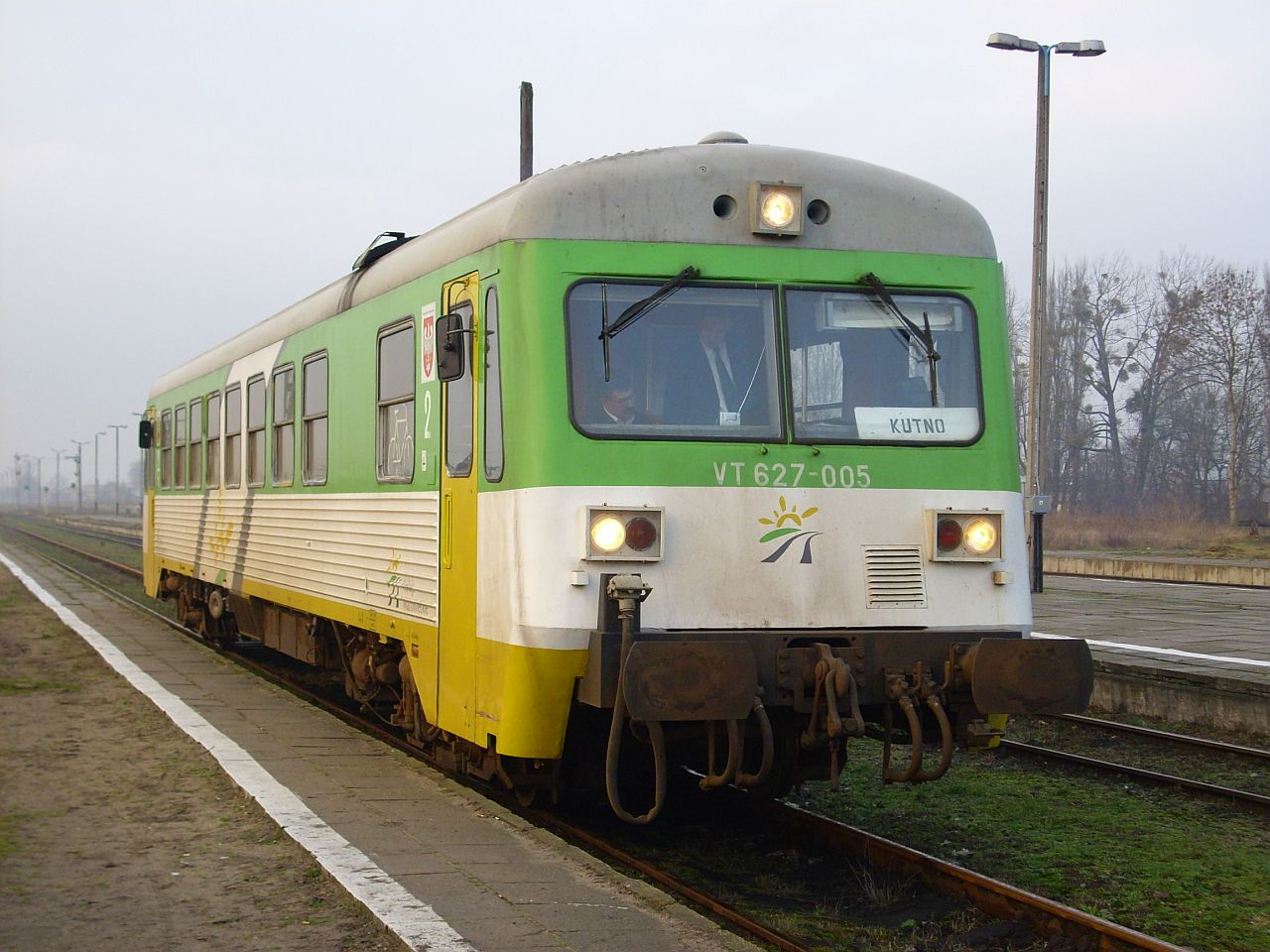
Autobus szynowy VT627-005 Kolei Mazowieckich relacji Kutno – Sierpc (wycofany w 2010 r.)
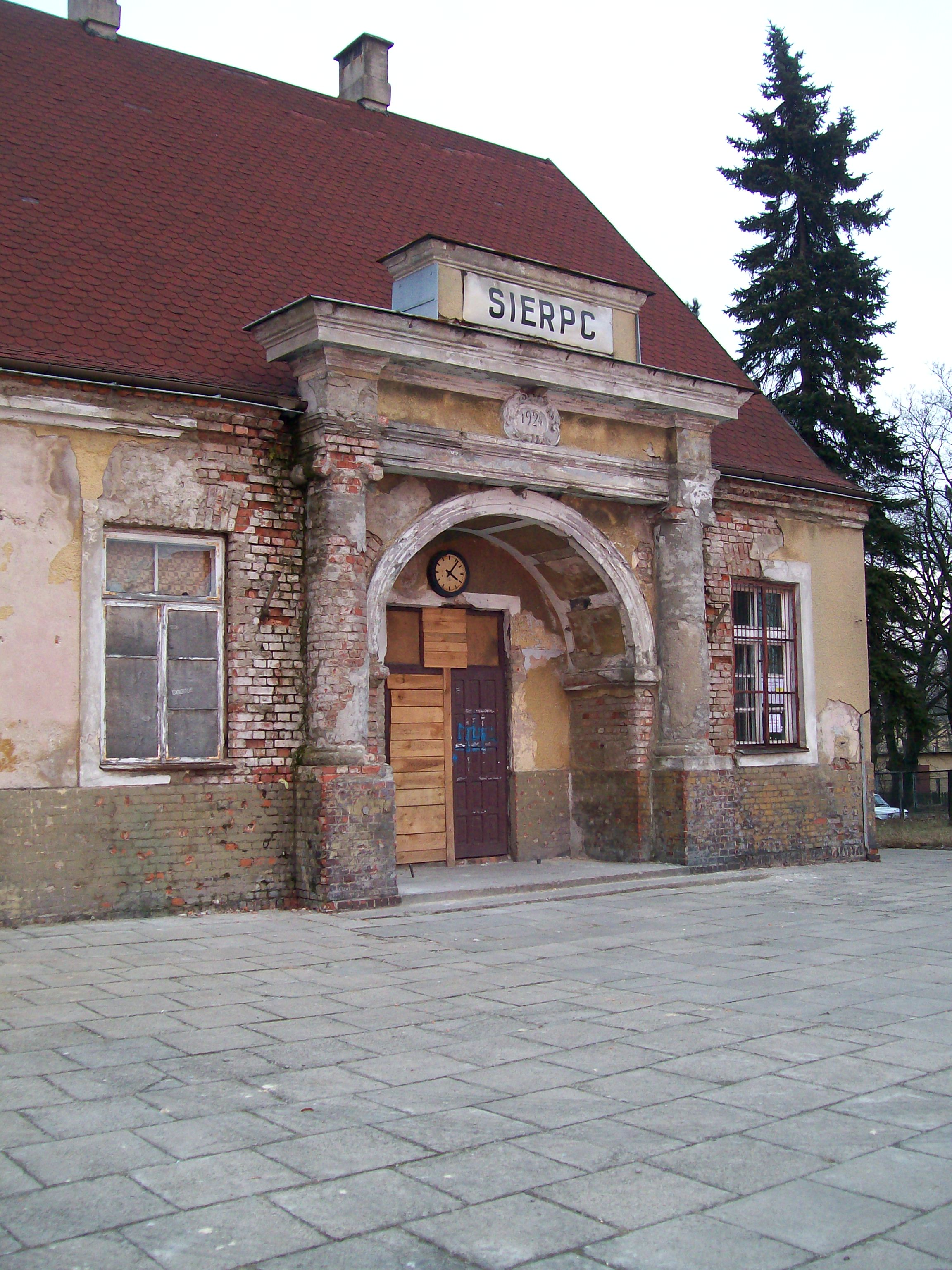
Wejście główne do dworca
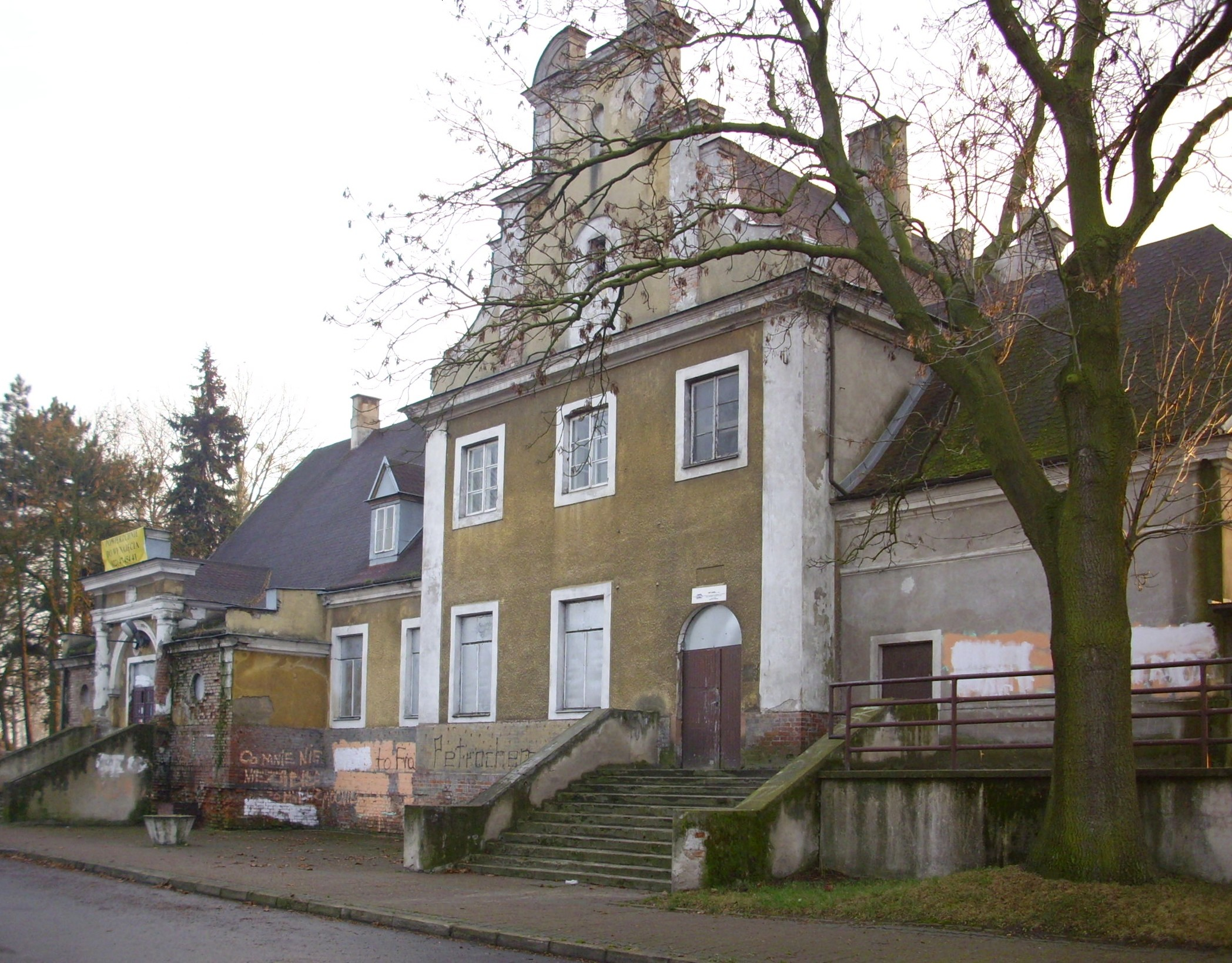
Widok dworca od strony ulicy
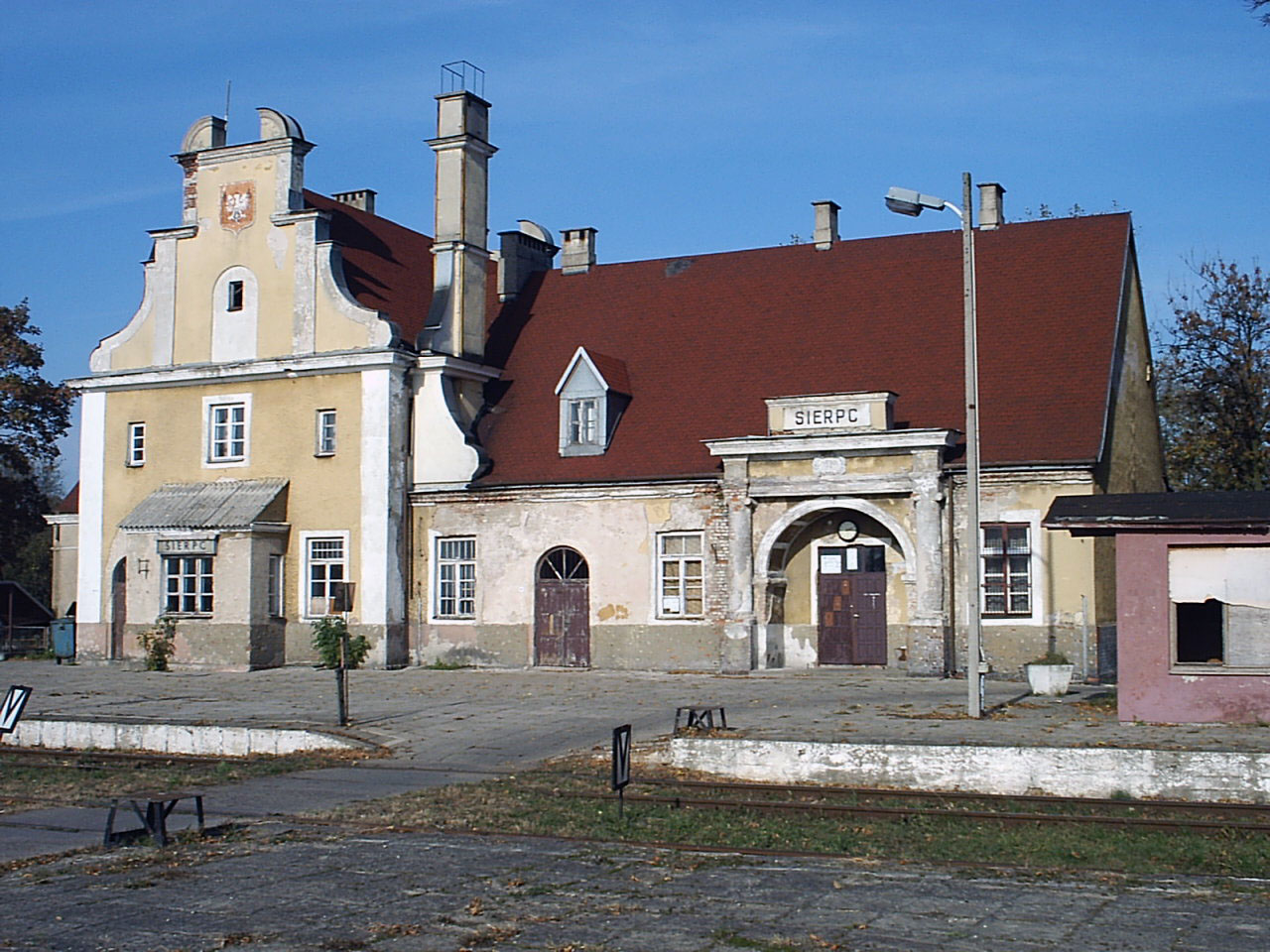
Widok dworca od strony peronów
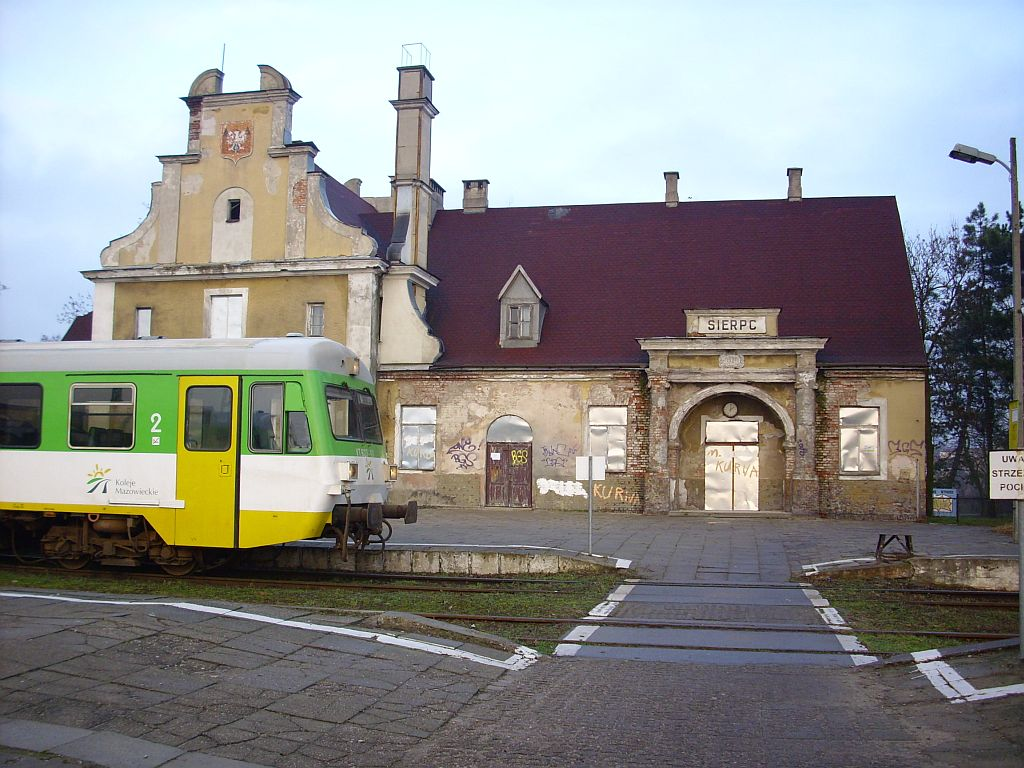
Autobus szynowy na tle stacji